# Солтспрингски долар
Солтспрингският долар (на английски: Salt Spring Dollar) е местната валута на канадския остров Солтспринг, въведен в обращение от фондацията Salt Spring Island Monetary Foundation за насърчаване на местната история, изкуства, занаяти, и добра воля.

## История
През есента на 2000 година на канадския остров Солтспринг в окръг Британска Колумбия, се провежда Кръгла маса, на която се дискутира възможността за въвеждане на местна валута. През юли 2001 година е основана и регистрирана монетната фондация „Остров Солтспринг“, която издава и пуска в обращение солтспрингския долар през септември същата година.
През 2006 година се появява идеята и за първите сребърни монети от тази валута, които са изсечени и пуснати в обращение през декември 2007 година. Сребърната монета от 50 солтспрингски долара се сече на съседния остров Ласкити (Lasqueti Island).

## Характеристики на валутата
Символът на Солтспрингския долар е $$. Валутата съществува в банкноти с номинали от $$1, $$2, $$5, $$10, $$20, $$50 и $$100.
На всяка банкнота присъства образът на известна личност от историята на острова, както и цитат от Алберт Айнщайн:
| „ | Как мечтая някъде да съществува остров за мъдрите и добронамерените хора! На такова място аз бих бил пламенен патриот. | “ |
| How I wish that somewhere there existed an Island for those who are wise and of good will! In such a place even I would be an ardent patriot. | |   |

В средната част на банкнотите присъстват и различни пейзажи от острова. На гърбовете стоят картини на местни художници, включително Робърт Бейтман. Мерките за защита на валутата включват уникален сериен номер, вградена холограма за банкнотите с по-висок номинал и релеф с истинско злато.
Солтспрингският долар се обменя по курс 1:1 с канадския долар и се използва равноправно от повечето бизнеси на острова. Монетната фондация, която го издава, обезпечава солтспрингския долар с канадски долари.